# Lara Juliette Sanders

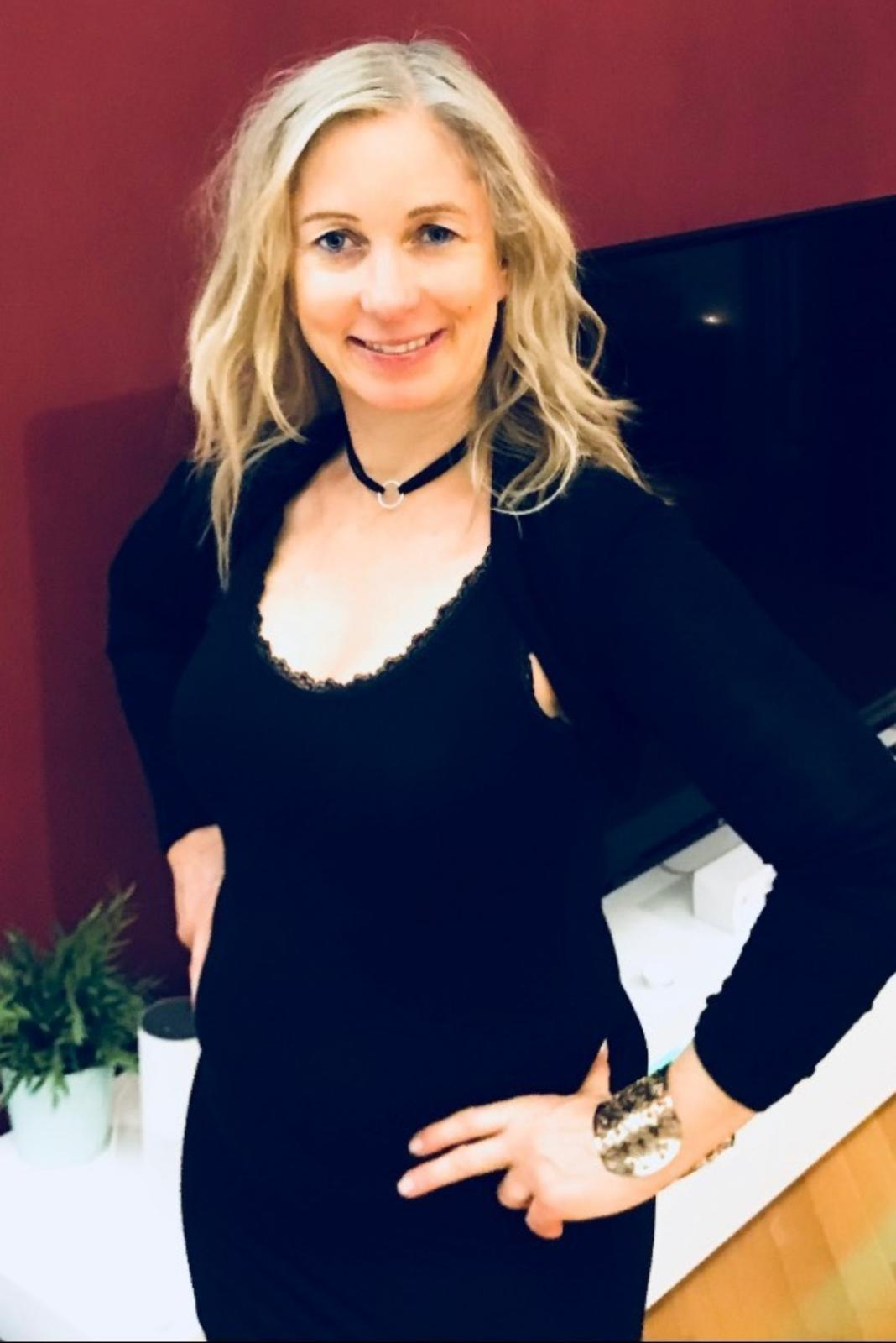
Lara Juliette Sanders (2020)

Lara Juliette Sanders (* 1968 in München-Obermenzing) ist eine deutsche Drehbuchautorin, Regisseurin und Produzentin. Bekannt wurde sie durch ihren Dokumentarfilm über den Piloten Daniel Rundstroem.

## Leben und Wirken
Lara Juliette Sanders studierte Kommunikationswissenschaften und Betriebswirtschaftslehre an der Ludwig-Maximilians-Universität München und arbeitete während des Studiums als freie Journalistin, unter anderem für den Bayerischen Rundfunk und das ZDF. Ab 1996 war sie beim WDR als Redakteurin und Moderatorin tätig und arbeitete gleichzeitig als Script/Continuity bei Odeon Film und für verschiedene Projekte der Hochschule für Fernsehen und Film München. Anschließend war sie bei der „Teletime-Fernsehproduktion“ als Redakteurin und Produzentin für die Entwicklung neuer Fernsehformate zuständig. 
1999 verließ sie Deutschland und lernte auf der Insel Dominica den schwedischen Piloten Daniel Rundstroem kennen, über dessen Leben sie den Film Celebration of Flight drehte. Nach einer Drehzeit von über drei Jahren entstand ein Dokumentarfilm in Spielfilmlänge, der im Fernsehen unter anderem in Deutschland (ZDF, ARTE), Italien (RAI), Schweden (SVT), Finnland (YLE), Dänemark (DR) und in Norwegen (NRK) gezeigt wurde.
2004 gründete Lara Juliette Sanders das Filmproduktionsunternehmen „Lombardo Films“ mit Sitz in München.
2013 dokumentierte der Fernsehsender VOX im Rahmen des Formats Goodbye Deutschland die Auswanderung von Lara Juliette Sanders und ihrem Sohn nach Los Angeles.

## Auszeichnungen
Für ihren Dokumentarfilm Celebration of Flight erhielt sie mehrere internationale Auszeichnungen:
- 2007: „Best Foreign Film“ auf dem Gloria Film Festival, Utah
- 2007: „Best Feature Documentary“ auf dem Thin Line Festival, Texas
- 2007: „Best Documentary“ und „Young Audience Award“ auf dem Internationalen Film Festival, Dijon
- 2008: Zweiter Preis beim Planète Couleurs, St. Etienne
- 2009: „Documentary of the month“ beim El Documental del Mes, Barcelona

## Filmografie
- 2007: Über allen Horizonten – Von Träumen, Königen und Fliegern (Celebration of Flight: The Dream of a Pilot) – Drehbuchautorin, Regisseurin, Produzentin
- 2007: Daktari – Die wahre Geschichte (The Real Daktari) – Drehbuchautorin, Regisseurin

## Bücher
- Einfach davongeflogen. Hansanord, Feldafing 2009, ISBN 978-3-940873-03-3.